# We Are As Gods
We Are As Gods ist ein Dokumentarfilm von Jason Sussberg und David Alvarado, der im März 2021 beim South by Southwest Film Festival seine Premiere feierte.

## Inhalt
Früher hat Stewart Brand kostenlos LSD verteilt und sich als Pionier im Cyberspace und im modernen Umweltschutz einen Namen gemacht. Er wurde Ende der 1960er Jahre auch als Gründer des Gegenkulturmagazins Whole Earth Catalog bekannt. 
Heute, im Alter von 82 Jahren, fordert er die Menschheit auf, ihre gottähnlichen Kräfte einzusetzen, um ausgestorbene Tierarten wiederzubeleben, allen voran das Wollhaarmammut. Diese sollen in der sibirischen Tundra wieder angesiedelt werden, um so das Auftauen des Permafrostbodens in Schach zu halten und damit die Freisetzung von Treibhausgasen, die wiederum für den Klimawandel verantwortlich sind, zu verhindern. Manche Kritiker glauben in seinem Vorhaben, einen Jurassic Park aufzubauen, ein Anzeichen für Brands eigene Hybris zu erkennen. Vielleicht sei er sogar ein Soziopath. Andere machen sich über ihn lustig, weil er sich der Technologie zugewandt habe, anstatt den eigentlichen Ursachen des Problems. Nur weil man etwas tun könne, heiße das noch lange nicht, dass man es auch tun sollte.
Neben diesem umstrittenen Projekt beschäftigt sich der Film auch mit Brands sonstigem, ereignisreichen Leben, angefangen von seiner Begegnung mit der Hippie-Bewegung bis hin zu seiner Arbeit am Whole Earth Catalogue.

## Produktion

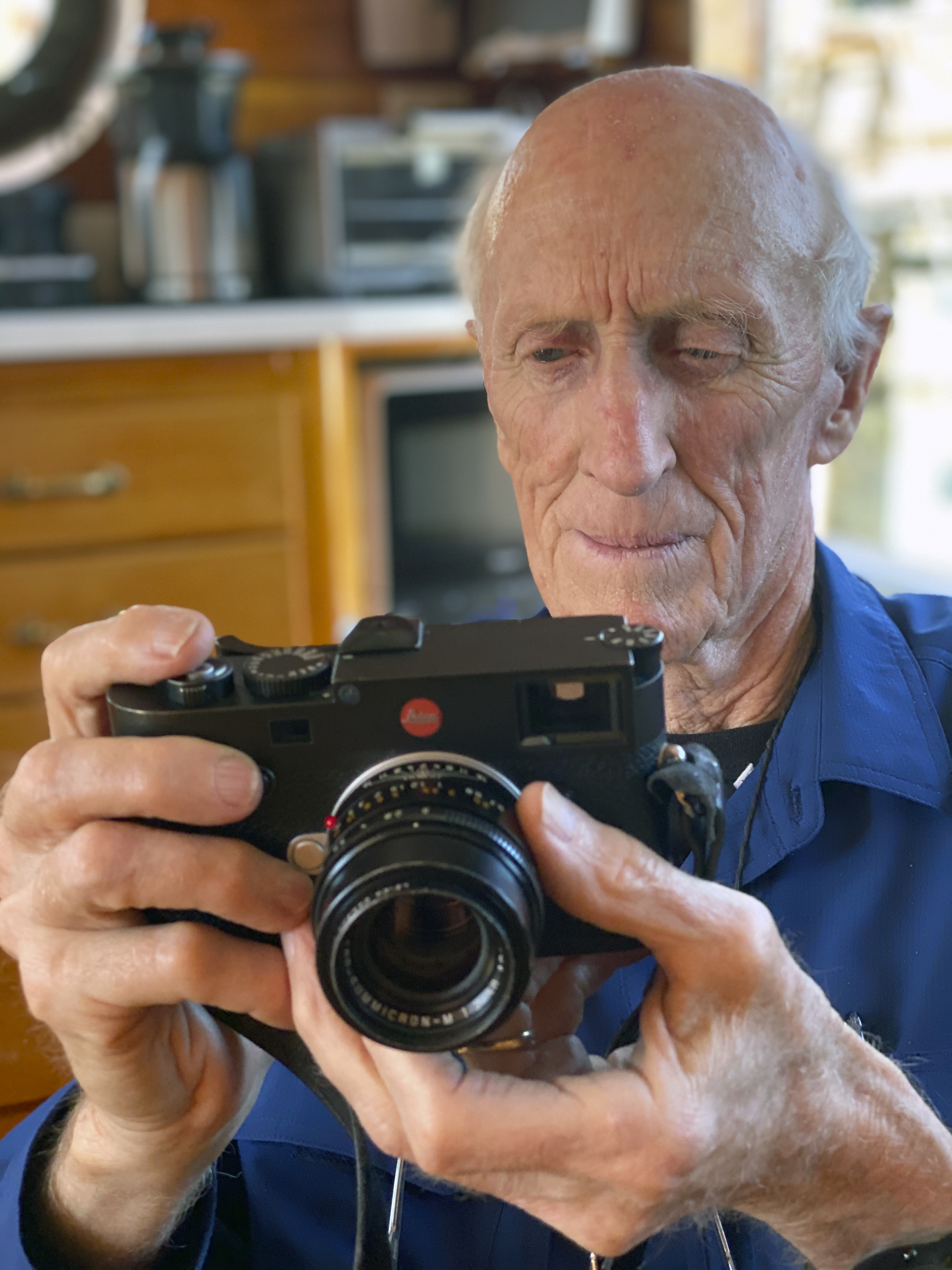
Stewart Brand ist ein Pionier im modernen Umweltschutz

Regie führten Jason Sussberg und David Alvardo.
Die Weltpremiere erfolgte am 17. März 2021 beim South by Southwest Film Festival. Ende April, Anfang Mai 2021 wurde er beim Hot Docs Canadian International Documentary Festival gezeigt.

## Rezeption

### Kritiken
Der Film konnte 92 Prozent der bei Rotten Tomatoes aufgeführten Kritiker überzeugen.
Shaun Munro von flickeringmyth.com schreibt, We Are As Gods sei dann am besten, wenn er sich mit den vielen unterschiedlichen Perspektiven auf die längerfristige Zukunft der Menschheit und die verschiedenen Facetten von Umweltschutz befasst. Brand sei eindeutig ein Optimist, und der Film zeige, dass es ihm weniger darum geht, das Publikum von seinem Standpunkt zu überzeugen, als ihm Informationen zu geben und es selbst entscheiden zu lassen. Jason Sussbergs und David Alvarados We Are As Gods mag vielleicht ein klassischer Dokumentarfilm sein, sei gleichzeitig aber auch eine informative wissenschaftliche Lektion eines Mannes, dessen Leidenschaft für Wissen und Innovation nicht zu leugnen sei, und so zeichne der Film ein Bild der faszinierenden Komplexität dessen, was Umweltschutz in einer zunehmend von Technologie beherrschten Welt wirklich bedeutet.

### Auszeichnungen
San Francisco International Film Festival 2021
- Nominierung als Bester Dokumentarfilm für den Golden Gate Award[7]